# Устиновский район (Ижевск)
Усти́новский райо́н (удм. Устинов ёрос) — один из пяти внутригородских районов Ижевска. Назван в честь Дмитрия Фёдоровича Устинова.

## Географическое положение
Район расположен в северо-восточной части Ижевска.
Устиновский район — район компактного проживания населения. Его территория 24,3 км² — самая маленькая площадь из пяти районов города при первом показателе по численности жителей (136,2 тыс.чел). Связано это, в первую очередь, с плотной застройкой многоквартирными домами и значительно меньшей территорией зелёных зон по сравнению с другими районами Ижевска.

### Территория района
Граничит:
- на юге с Первомайским районом по улице Ленина и ул. Камбарской;
- на западе с Индустриальным районом по улице 40 лет Победы (от улицы Ленина до улицы 10 лет Октября), далее по улице 10 лет Октября (от улицы 40 лет Победы до улицы 9 января), затем по улице 9 Января (от улицы 10 лет Октября до улицы Воткинское шоссе);
- на севере по южной стороне Воткинского шоссе, по восточной и южной границе производственной базы «Промвентиляция», по восточной границе территории производственной базы ФГУП УССТ N 6, по южной границе ИТК-4 (по ограждению), по северной границе производственной базы ОАО «Пермжелдортранс», по южной и восточной границе промплощадки ОАО «Буммаш», по южной и восточной границе территории ГУП УР «Ижевский полиграфический комбинат» до Воткинского шоссе, на восток по северной стороне Воткинского шоссе до восточного берега существующего пруда до границы города, далее с Завьяловским районом Удмуртии, то есть МО «Хохряковским»
- на востоке с Завьяловским районом Удмуртии, то есть с МО «Якшурским» и МО «Первомайским» — по руслам рек Вожойки и Старковки, далее пересекая линию железной дороги, по границе земель ГНУ УГНИИСХ по южной стороне полосы отвода железной дороги, потом по границе земель базы ЗАО "Ижевский завод мебельной фурнитуры «ФМС», далее по южной стороне лесополосы (вдоль ул. Автозаводской до ул. Архитектора Берша), далее по границе земель ГНУ УГНИИСХ (вдоль ул. Архитектора Берша) и по северной полосе автомобильной дороги на автокооператив «Восток», далее по восточной стороне ул. Союзной, потом по границе лога от ул. Союзной до восточной границы территории автокооператива «Дружба», далее по ней до автомобильной дороги на село Первомайское и по ней до автомобильной дороги Ижевск — Аэропорт (ул. Камбарская), то есть с (МО «Октябрьским»).

Реки
- Вожойка
- Старковка
- Чемошурка

## История
Устиновский район — наиболее удалённый район Ижевска от исторического центра города. Плановая городская застройка в нём началась лишь во второй половине XX века, когда Ижевск переживал этап бурного развития.

### Развитие района
В 60-70-е годы начинается строительство крупных промышленных предприятий на севере современного района — автозавода, завода бумагоделательного оборудования, металлургического предприятия, ТЭЦ-2, завод пластмасс. Одновременно на прилегающей территории начали строиться многоквартирные панельные дома для рабочих. В 1970 году получает официальное название улица Ворошилова, в 1973 году — улица Автозаводская.
Южная часть района начинает застраиваться в 70-80 годы. В 1974 году в Завьяловском районе открывается новый аэропорт Ижевска и закрывается старый, располагавшийся на юге современного Устиновского района. Его территория начинает застраиваться жилыми кварталами, а бывшая взлётная полоса превращается в улицу Молодёжную.
После смерти в 1984 году Д. Ф. Устинова, бывшего министра обороны СССР, в память о нём по сложившейся традиции было решено переименовать какой-либо из городов СССР. Выбор пал на Ижевск, так как Устинов довольно много сделал для оборонного Ижевска. Здесь он проходил студенческую практику. В годы Великой Отечественной войны Д. Ф. Устинов — нарком вооружения — организовал на ижевских заводах производство боевой техники для разгрома немецких захватчиков. При его активном участии в Ижевске появился автозавод. Поэтому 27 декабря 1984 года Ижевск был переименован в Устинов. Однако в результате многочисленных протестов жителей 19 июня 1987 года городу было возвращено его историческое название — Ижевск.

### Разукрупнение Индустриального района
На начало 1987 года Индустриальный район, сильно разросшийся, насчитывал 279 тысяч жителей или 43,8 % города Ижевска; территория составляла 4700 гектаров. Возникли сложности в управлении районом, решении многих вопросов, в том числе и социальных. Бюро Удмуртского райкома КПСС выступило с инициативой разукрупнения района.
Затем было принято решение назвать в честь Д. Ф. Устинова вновь образованный район Ижевска, что и было закреплено постановлением Президиума Верховного Совета УАССР от 13 июня 1987 года и указом Президиума Верховного Совета РСФСР от 22 июня 1987 года.
Первая сессия райсовета народных депутатов состоялась 1 июля 1987 года в ДК завода им. Ленина, на которой присутствовало 100 депутатов, был избран председатель исполкома Загайнов Валерий Фёдорович.
Официальный день рождения района празднуется 1 июля.

### Исторически сложившиеся жилые районы
| Жилой район      | Примечание                                                         |
| ---------------- | ------------------------------------------------------------------ |
| Автопроизводство | Назван по близкому расположению к Ижевскому автомобильному заводу. |
| Аэропорт         | Носит неофициальное название «Старый Аэропорт»                     |
| Восточный        | Носит неофициальное название «Автозавод»                           |

- Старый Аэропорт — южная часть Устиновского района. Получил своё название от существовавшего на его территории в 1940—1970ых годах аэропорта, взлётная полоса которого проходила по современной улице Молодёжной.
- Автозавод — северная часть Устиновского района, примыкающая к Ижевскому автозаводу, одному из крупнейших предприятий Ижевска.
- Ворошилова — северо-западная часть Устиновского района, расположенная по обеим сторонам улицы Ворошилова.
- Застройка индивидуальными жилыми домами : ул. Октябринская (д. Октябри), ул. Старосмирновская (д. Смирново), ул. Спортивная (п. Старки), ул. Ярушки (д. Ярушки), д. Тонково.

## Жилой фонд и транспортная инфраструктура
Жилой фонд в Устиновском районе составляет 628 многоквартирных жилых домов и 90 домов индивидуальной застройки. Протяжённость дорог городского и районного значения 115,32 километра, в том числе асфальтированных дорог — 114,1 километра.

### Строящиеся объекты
- Жилой Комплекс «Горизонты. Европейский квартал» (ул. Союзная, 1 стр).
- Жилой комплекс «MATRЁSHKA city» (Калашникова проспект, 17 стр).
- Жилой комплекс «Эдельвейс» (Цветочная, 5 стр).
- Застраиваются 7-й и 8-й микрорайоны жилого района Восточный (Архитектора Берша, 7-3Б стр).

Генеральный план города Ижевска предполагает дальнейшее развитие существующих и формирование новых направлений общегородского значения для усиления транспортных связей между районами города и создания дополнительных выходов на внешние автодороги по следующим основным направлениям.

## Население
Таблица 1. Население Устиновского района.
| 1989     | 2002     | 2009     | 2010     | 2012     | 2013     | 2014     |
| -------- | -------- | -------- | -------- | -------- | -------- | -------- |
| 154 053  | ↘136 944 | ↘134 178 | ↘132 086 | ↗133 296 | ↗134 361 | ↗135 942 |
| 2015     | 2016     | 2017     | 2018     | 2019     | 2020     | 2021     |
| ↗136 643 | ↗136 980 | ↗137 480 | ↗137 584 | ↘137 579 | ↗137 923 | ↘136 891 |

## Внутреннее деление
Делится на три жилых района и Северо-восточный промышленный район:
Таблица 2. Жилые микрорайоны Устиновского района.
| Жилой район      | Характеристика | Примечание                                                         |
| ---------------- | --- | ------------------------------------------------------------------ |
| Автопроизводство | 3 микрорайона названы именем Ворошилова: 1 и 2 микрорайоны — это нечётная сторона. 3 микрорайон чётная сторона. | Назван по близкому расположению к Ижевскому автомобильному заводу. |
| Аэропорт         | состоит из 12 микрорайонов, 8 из них расположены в Устиновском районе остальные в Первомайском. 1 микрорайон — это улица 40 лет Победы. 2 и 3 микрорайоны улица Молодёжная, чётная сторона, а 4 и 5 — нечётная сторона улицы Молодёжной. 6, 7, 8 микрорайоны — это улица Союзная, её нечётная сторона.                                                                                       | Носит неофициальное название «Старый Аэропорт»                     |
| Восточный        | 8 микрорайонов 1 микрорайон назван именем Барышникова. 2 микрорайон назван именем Сабурова. 3 микрорайон включает в себя улицу Петрова и улицу Автозаводскую. 4 состоит из улицы Автозаводской, улицы Петрова, улицы Короткова. 5 носит имя Татьяны Барамзиной. 6 — это улица Труда. 7 и 8 микрорайоны активно застраиваются, и названы в честь главного архитектора г. Ижевска П. П. Берша. | Носит неофициальное название «Автозавод»                           |

### Органы власти

#### Администрация
Глава Администрации Устиновского района г. Ижевска — Лушникова Венера Фаридовна
- Администрация Устиновского района — ул. 40 лет Победы, 60а

#### Полиция
- Отдел полиции № 4 Устиновского района — ул. им. Петрова, 27
- Участковый пункт полиции № 1 — ул. Ворошилова, 23
- Участковый пункт полиции № 23 — ул. им. Петрова, 5
- Участковый пункт полиции № 24 — ул. им. Татьяны Барамзиной, 60
- Участковый пункт полиции № 25 — ул. им. Барышникова, 77
- Участковый пункт полиции № 26 — ул. Молодёжная, 91
- Участковый пункт полиции № 27 — ул. Сабурова, 67
- Участковый пункт полиции № 28 — ул. Труда, 74
- Участковый пункт полиции № 29 — ул. Молодёжная, 15

#### Суды
- Устиновский районный суд — ул. Свободы, 139
- Мировые судьи Устиновского района — ул. Свободы, 139
- Прокуратура Устиновского района — ул. Ворошилова, 21

## Транспорт
Район обслуживают три вида общественного транспорта, которые увезут в любую точку города.
Таблица 3. Виды общественного транспорта, курсирующие по Устиновскому району.
| Вид транспорта | Номера маршрутов                                                                                 | Основные магистрали | Районы |
| -------------- | ------------------------------------------------------------------------------------------------ | --- | --- |
| Трамвай        | № 10, 11, 12                                                                                     | Ул. 40 лет Победы, ул. Автозаводская | Восточный (4, 5, 6), Аэропорт (1)                                                                                                   |
| Троллейбус     | № 1, 2, 4, 4д, 6д, 7, 10, 14                                                                     | Воткинское шоссе ул. 9 Января, ул. Ворошилова, ул. Петрова, ул. Молодёжная                                                                             | Автопроизводство (1, 2, 3), Восточный (3, 4, 5, 6), Аэропорт (2, 3, 4, 5))                                                          |
| Автобус        | № 10, 12, 12к, 16, 18, 23, 25, 26, 27, 28, 29, 31, 36, 39, 40, 45, 49, 52, 53, 79, 331, 321, 400 | Улица 9 Января, улица Ворошилова, улица Петрова, улица Молодёжная, ул. Ленина, ул. Автозаводская, ул. Союзная (Восточная магистраль), Воткинское шоссе | Автопроизводство (1, 3), Восточный (1, 2, 3, 4, 5, 6, 7, 8), Аэропорт (1, 2, 3, 4, 5, 6, 7, 8), Северо-восточный промышленный район |

## Экономика

### Торговля и сфера услуг
На территории Устиновского района расположено свыше 778 предприятий торговли, общественного питания и бытовых услуг, а также объектов нестационарной торговли — павильоны, киоски, остановочные комплексы.

#### Торговые центры
Каждый из них включает продуктовый гипермаркет, гипермаркет электроники, кинотеатр, фудкорт и галерею бутиков.
- ТРК «Столица» — ул. Автозаводская, 3"а",
- ТРК «Петровский» — ул. Петрова, 29,
- [ТРЦ «Италмас» — ул. Автозаводская, 2"а",
- ТЦ «Азбука ремонта» — ул. Молодёжная, 107"б",
- ТЦ «Metro» — магазин cash & carry — ул. Союзная, 6,
- ТЦ «Зебра» — ул. Татьяны Барамзиной, 74"а"/1,
- ГМ «Магнит» — ул. Молодёжная, 107"а",
- ТЦ «Дом моделей» — ул. Ворошилова, 109"а",
- ТЦ «Ижевск» — ул. Союзная, 75.
- БЦ «Метеор» — ул. Молодёжная, 111

### Промышленные предприятия
В северо-восточном промышленном районе находится ряд крупных промышленных предприятий:
- ОАО «Лада Ижевский автомобильный завод» — производство автомобилей «ВАЗ-Веста».
- ТЭЦ-2
- ОАО «Ижевский завод пластмасс» — производство изолона
- ГУП «Ижевский полиграфический комбинат»
- ООО «Гамбринус» — производство пива
- ЗАО «Ижмолоко»
- ОАО «Ижевский хлебозавод № 3»
- ОАО «Ижевское предприятие промышленного и железнодорожного транспорта», обслуживающее подъездные железнодорожные пути к предприятиям северо-восточного промышленного района от станции Осень до станции Вожой.

## Сфера образования
Высшее образование
- филиал ФГБОУ «Вятский государственный гуманитарный университет»
- филиал ФГБОУ ВПО «Глазовский государственный педагогический институт им. В. Г. Короленко»

Среднее профессиональное
- ФГБОУ СПО «Ижевский государственный политехнический колледж»
- БОУ СПО УР «Удмуртский республиканский социально-педагогический колледж»
- НОУ СПО «Ижевский кооперативный техникум экономики, управления, и права Удмуртпотребсоюза»
- ФГОУ СПО «Ижевский торгово- экономический техникум»

Начальное профессиональное
- ГОУ НПО «Профессиональный лицей пищевой промышленности»
- АОУ НПО «Профессиональное училище № 31»

Начальное образование
- Специализированная спортивная школа олимпийского резерва г. Ижевска «Юный Динамовец»
- Спортивная школа «Нефтяник»
- Спортивная школа по стендовой стрельбе
- Спортивная школа по конному спорту
- Школа шашек им. А. Чижова
- Школа № 32Удмуртская государственная национальная гимназия им. Кузебая Герда
- Вечерняя (сменная) общеобразовательная школа № 7
- Средняя общеобразовательная школа № 7
- Спортивная школа № 8
- Спортивная школа № 9
- Средняя общеобразовательная школа № 16
- Средняя общеобразовательная школа № 32 с углублённым изучением отдельных предметов
- Средняя общеобразовательная школа № 34
- Муниципальное бюджетное общеобразовательное учреждение «Лицей № 41»
- Средняя общеобразовательная школа № 49
- Средняя общеобразовательная школа № 50
- Средняя общеобразовательная школа № 53
- Средняя общеобразовательная школа № 54 с углублённым изучением отдельных предметов
- Средняя общеобразовательная школа № 71 с углублённым изучением отдельных предметов
- Средняя общеобразовательная школа № 73
- Средняя общеобразовательная школа № 76
- Средняя общеобразовательная школа № 77
- Средняя общеобразовательная школа № 78
- Средняя общеобразовательная школа № 81
- Специальная коррекционная общеобразовательная школа № 92 VIII вида для обучающихся, воспитанников с ограниченными возможностями здоровья
- Средняя общеобразовательная школа № 93
- Основная общеобразовательная школа № 94
- Художественно-эстетический лицей № 98
- Специальная коррекционная общеобразовательная школа № 101 VI вида для обучающихся, воспитанников с ограниченными возможностями здоровья

Дошкольное образование
Дошкольное образование представляют 40 учреждений дошкольного образования, 2 детских школ искусств,5 муниципальных библиотек.
Дополнительное образование
- «Центр детского творчества Устиновского района» — ул. Союзная, 75 и ул. Труда, 2

## Медицинское обслуживание
Взрослому и детскому населению района медицинскую помощь оказывают 8 лечебных заведений.
- Детская поликлиника № 1 (ГКБ № 6) — ул. Ворошилова, 12
- Детская поликлиника № 2 (ГКБ № 6) — ул. Труда, 54
- Детская поликлиника № 5 — ул. Короткова, 7"а"
- Детская городская клиническая поликлиника № 8 — ул. 40 лет Победы, 70"а"
- Городская поликлиника № 5 — ул. Сабурова, 37
- Городская клиническая больница № 6 БК № 2 — ул. Труда, 1 к1
- Городская клиническая больница № 6 БК № 4 — ул. Ворошилова, 115

Также в районе расположены:
- Республиканская клиническая инфекционная больница — ул. Труда, 17
- Удмуртский республиканский центр по профилактике и борьбе со СПИДом и инфекционными заболеваниями — ул. Труда, 17"а"
- Республиканский клинический онкологический диспансер им. С. Г. Примушко — ул. Труда, 3

## Спортивные сооружения
- Бассейн «Аквамарин»
- Ледовый дворец «Молодёжный»
- Стрелковый стенд ИМЗ
- Муниципальный спорткомплекс «Нефтяник»

## Религия
Русская православная церковь
- Храм Серафима Саровского

Протестантизм
- Храм церкви «Филадельфия»[21]

Ислам
- Мечеть Иман Нуры

- Ледовый дворец «Молодёжный»
- Храм Серафима Саровского
- Церковь «Филадельфия»
- Мечеть Иман Нуры